# Serjania ampelopsis
Serjania ampelopsis är en kinesträdsväxtart som beskrevs av Planch. & Linden och Triana & Planch.. Serjania ampelopsis ingår i släktet Serjania och familjen kinesträdsväxter. Inga underarter finns listade i Catalogue of Life.